# Ski nautique
 (mai 2020).
Si vous disposez d'ouvrages ou d'articles de référence ou si vous connaissez des sites web de qualité traitant du thème abordé ici, merci de compléter l'article en donnant les références utiles à sa vérifiabilité et en les liant à la section « Notes et références ».

Logo du ski nautique

Le ski nautique est un sport nautique consistant à se déplacer sur l'eau à l'aide de skis en se faisant tracter par un bateau à moteur, ou par un câble, sur un téléski nautique ("Full Size" ou bi-poulie). Il peut être pratiqué comme sport de loisirs ou en compétition, il comporte alors quatre disciplines : le slalom, les figures, le saut et le combiné.

## Historique
Le ski nautique a été inventé en 1922 par Ralph Samuelson sur le Lac Pépin aux États-Unis,.
En 1925, Fred Waller dépose un brevet pour les premiers vrais skis nautiques appelés « Dolphin Akwa-Skees ».
En 1940, Jack Andersen met au point le premier ski pour faire des figures. Il s'agit d'un ski plus petit, plus large ne possédant aucune dérive.[réf. nécessaire]
Ce sport est popularisé par l'actrice américaine Esther Williams dans le film Désir d'amour (1953).
Le ski nautique a fait une seule apparition aux Jeux olympiques d'été, en 1972 en tant que sport de démonstration. Pierre Fradin reste à ce jour le seul champion olympique de la discipline avec un temps de 911 secondes.
.

## Matériel
Les premiers skis étaient faits en bois. Depuis la fin des années 1970, la fibre de verre a fait son apparition, puis d'autres matériaux sont apparus comme le carbone ou le graphite. Les skis comportent une dérive à l'arrière que l'on peut régler. Les skis de compétition actuels sont majoritairement réalisés en carbone pour leur rigidité longitudinale et en torsion ainsi que pour sa légèreté. Les skis nautiques ressemblent plus ou moins aux skis alpins mais ils sont plus larges et non paraboliques. Les fixations appelées « chausses » sont en caoutchouc, de manière à permettre un déchaussage du pied en cas de chute. En slalom et surtout en figures, un nombre croissant de compétiteurs utilisent des chausses-avant rigides, appelées « chausse technique » (ou « chausse tec »). Elles sont composées d'une coque similaire à celles utilisées pour les rollers en ligne. La première marque ayant initialement conçu ces chausses est la marque Reflex; d'autres sont apparues peu d'années après comme Syndicate et Fluid Motion. La particularité de ces chausses réside dans le fait qu'elles possèdent un système de fixation issu du ski de randonnée permettant un déchaussage identique à celui du ski alpin en cas de chute violente et permettent d'avoir plus de précision au niveau de la prise de carre.
Les principales marques de ski actuelles sont américaines : D3, Goode, Connelly, HO Syndicate, O'Brien, Jobe (devenue néerlandaise depuis), Radar. La plupart des marques européennes qui existaient dans les années 1960 à 1970 telles que les marques françaises SIMS et Horn ou la marque italienne Freyrie ont disparu. Le fabricant autrichien d'articles de sport en composite Fischer a lancé en 2006 un ski haut de gamme en carbone (le modèle « #01 »), très performant selon les essais publiés. C'est cependant sous la marque Razor Skis que ces skis ont été commercialisés à partir de 2010. Un autre fabricant autrichien, SansRival, commercialise des skis de slalom en carbone de haut de gamme depuis 2010. Enfin, les repreneurs de la marque française Reflex, à présent basée à Toulon, développent une gamme complète de skis de slalom et de figures mais aussi de fixations et d'accessoires.
Les skieurs sont tractés par un bateau motorisé à l'aide d'une corde comportant à son extrémité une poignée appelée le « palonnier ». Ils peuvent se déplacer latéralement en modifiant leur centre de gravité. Les skieurs peuvent aussi être tirés par un câble de téléski nautique.

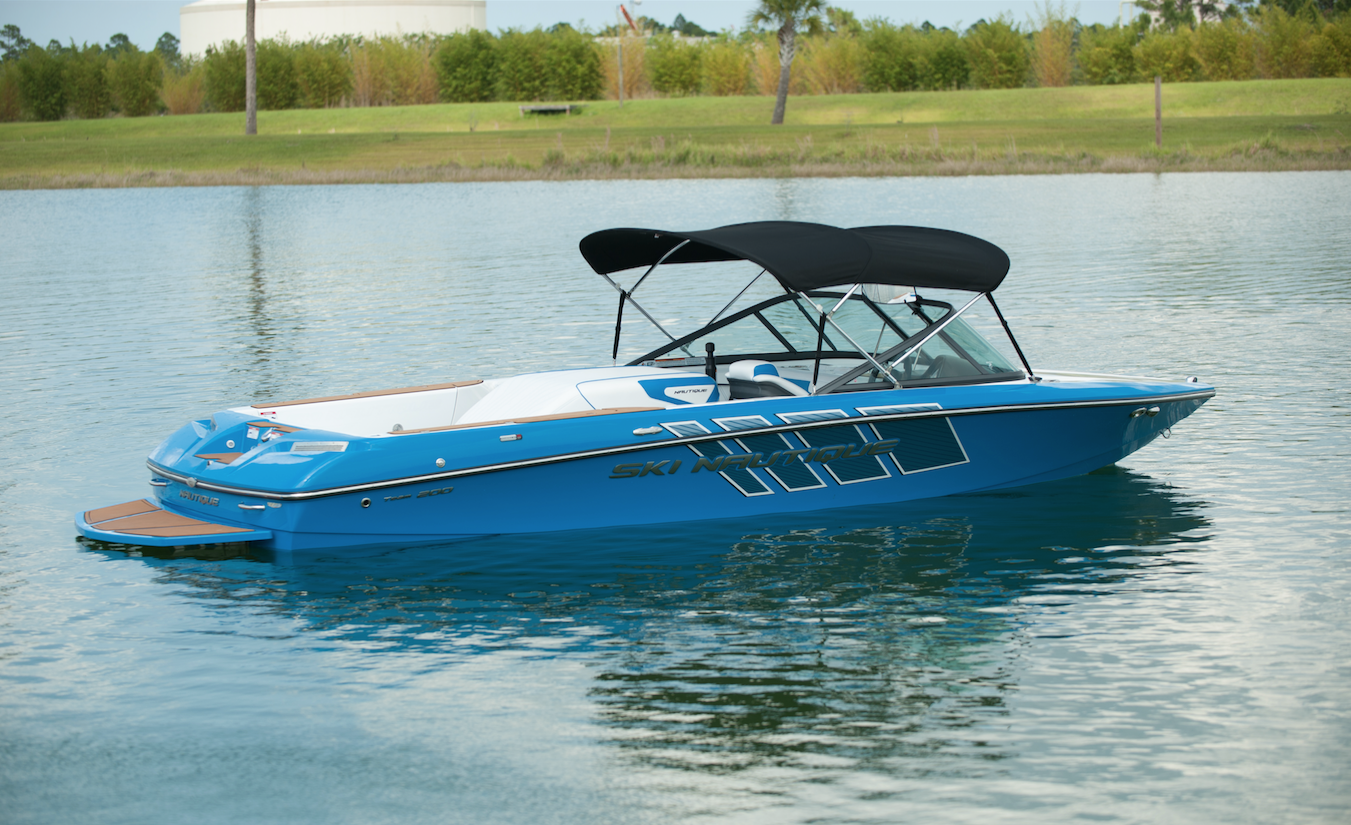
Le Correct Craft 200, bateau le plus utilisé en ski nautique

Le ski est possible derrière un petit bateau équipé d'un moteur hors-bord d'une quarantaine de chevaux. Toutefois les bateaux utilisés en compétition mesurent habituellement entre 4 et 6 mètres et présentent certaines particularités. Ils sont motorisés par des moteurs (le plus souvent in-board) de 300 chevaux ou plus dotés d'un système "zéro-off" permettant de garder une vitesse précise et régulière tout au long du tour malgré la forte traction du skieur. Par ailleurs, ils présentent un plan de pont très dégagé, avec un poste de pilotage avancé : de cette manière, le moteur et le mat de traction auquel est attachée la corde sont près du centre de gravité, afin d'éviter un louvoiement de la poupe lorsqu'un skieur slalome derrière le bateau. Enfin, les œuvres vives du bateau ont une forme particulière, afin de créer un sillage le plus plat possible. Ce dernier point distingue les bateaux de ski nautique et ceux de wakeboard, qui doivent créer une vague de sillage haute afin de permettre des sauts.
Les principales marques de bateaux de ski nautique sont également américaines ou australiennes : Correct Craft, MasterCraft, Malibu, Centurion.
En France, la réglementation oblige la présence de deux personnes à bord du bateau afin que l'une se consacre à la conduite du bateau et l'autre à la surveillance du skieur.

## Technique

### Départ de l'eau
Le départ de l'eau s'effectue en position recroquevillée. En effet, le plus important pour réussir un départ de l'eau et de rester en boule, les genoux collés à la poitrine avec les bras tendus. La pointe des skis doit sortir de l'eau afin de ne pas planter lors de la sortie de l'eau. Il est primordial de ne pas chercher à se relever trop vite lorsque le bateau démarre. Les personnes s'initiant au ski nautique ont toujours tendance à tirer sur leurs bras pour regagner leur équilibre, or, il s'agit d'un défaut puisque dès que l'on tire sur nos bras, on se raidit et on tombe en arrière. S'il fallait résumer en trois phrases ce qu'il faut faire pour réussir son départ de l'eau et le reste du tour du ski, on dirait: gardez ses bras tendus, pliez les genoux pour ne pas être trop raide et regardez loin devant vous.

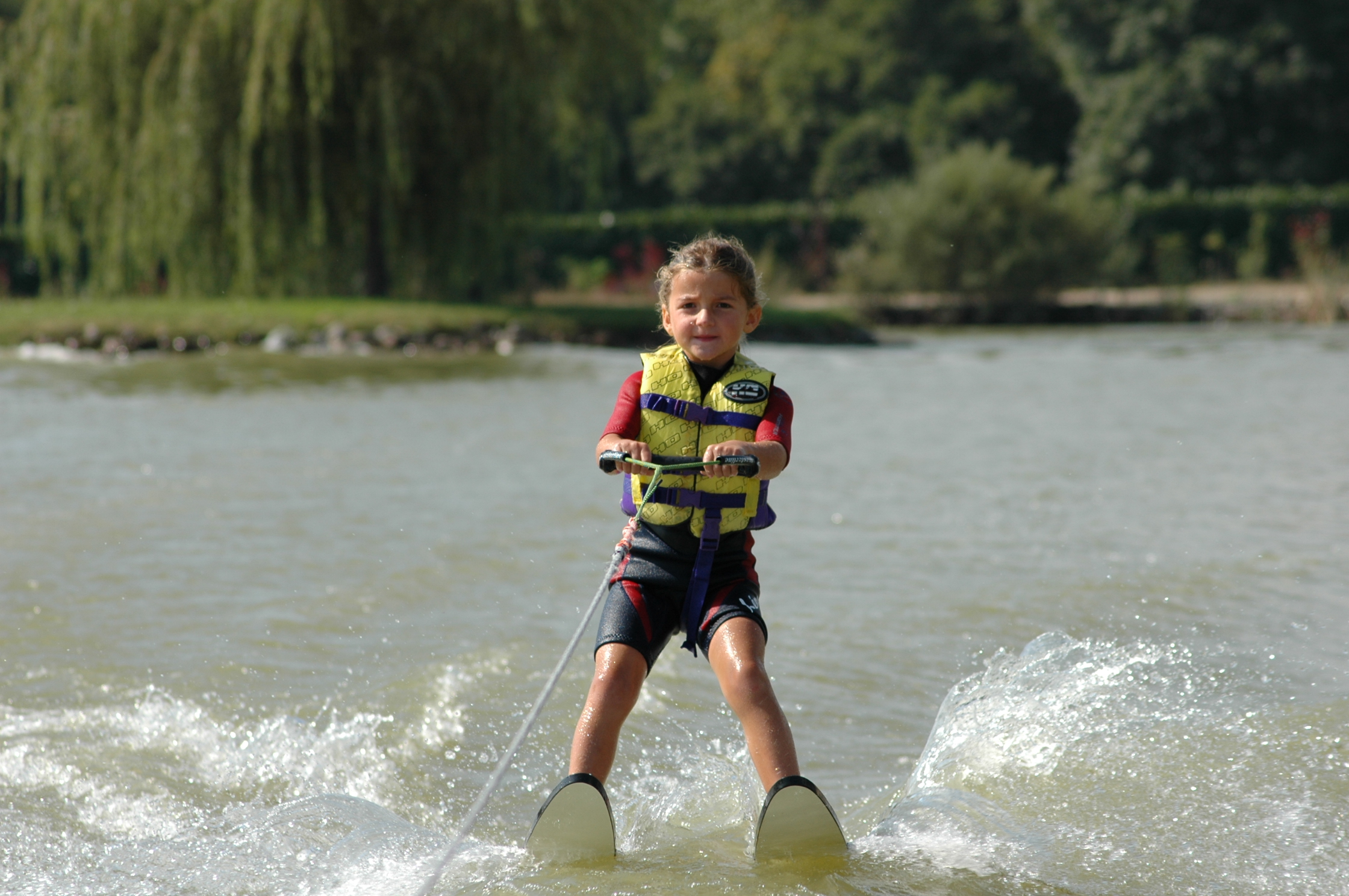
Bi-ski (Eurolac)

### Bi-ski
Ce type de ski se pratique avec deux skis indépendants. Il est généralement conseillé aux débutants pour sa facilité. La plus grande surface obtenue avec les deux skis (en comparaison de celle d'un monoski) procure au skieur plus de portance et lui permet de sortir de l'eau plus facilement. Les jeunes débutants (dès l'âge de 3 ans) peuvent aussi s'initier à la pratique du ski nautique en utilisant une version adaptée des bi-skis, qui seront à l'occasion liés entre eux et lestés à l'arrière pour accroître la stabilité des skis sous l'eau. En bi-ski, la vitesse du bateau est adaptée au gabarit du skieur et se situe généralement entre 15 km/h (très jeunes skieurs) et 40 km/h. Contrairement à une croyance répandue, la vitesse du bateau n'augmente pas forcément proportionnellement au niveau du skieur, mais ce dernier cherchera plutôt ici à se tourner vers d'autres disciplines, telles que le slalom ou les figures.

## Les disciplines du ski nautique

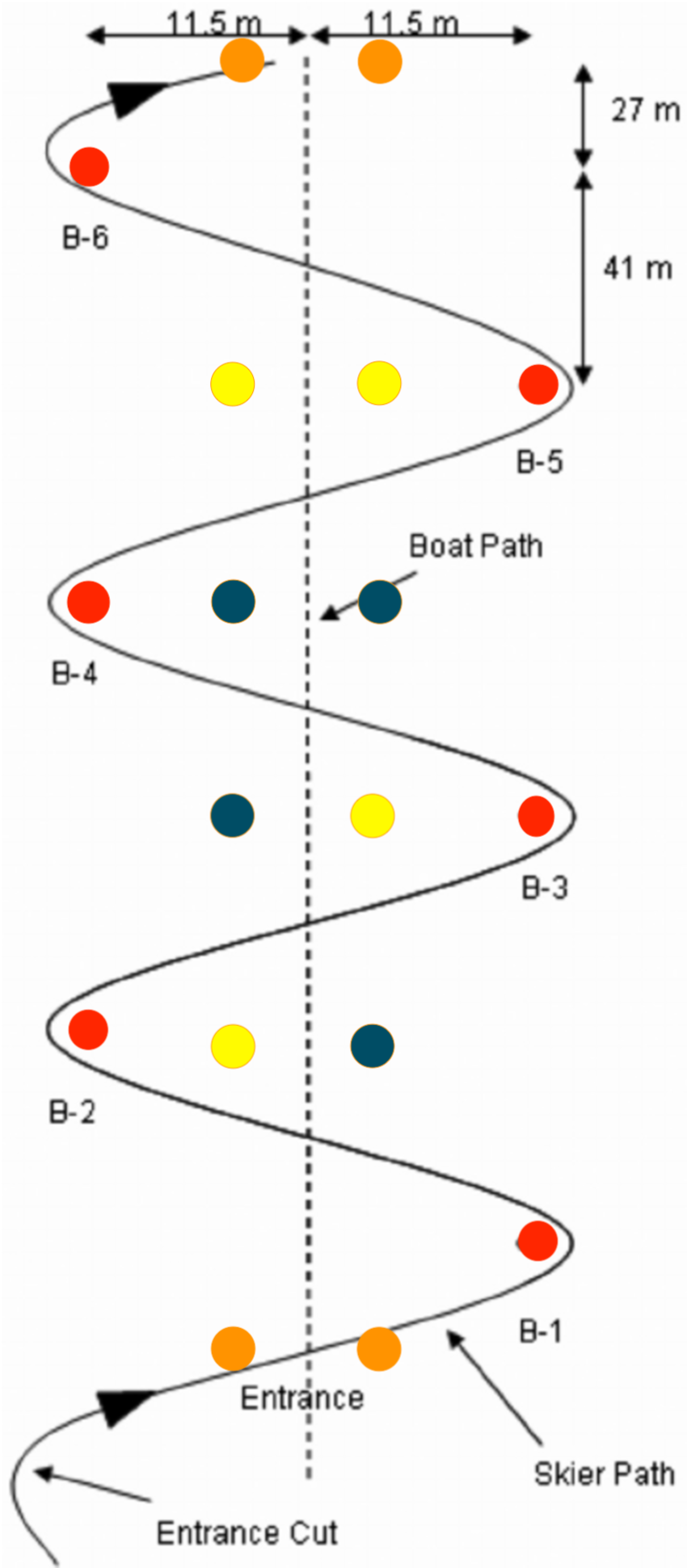
Principe du contournement des bouées en slalom

### Slalom
Le slalom est l'une des trois épreuves de ski classique avec les figures et le saut. En slalom, le compétiteur skie sur un seul ski, dit « monoski » et doit contourner six bouées (situées de part et d'autre de la trajectoire rectiligne du bateau) pendant que le bateau suit une ligne droite au centre d'un chenal.
La compétition commence à 34 km/h (37 km/h pour la catégorie open) et progresse par palier de 3 km/h : 37, 40, 43, 46, 49, 52, 55 puis 58 km/h. Pour les femmes la vitesse maximale est limitée à 55 km/h. Chez les hommes, la vitesse est de 58km/h dès l'entrée en catégorie Under 17 (skieurs ayant plus de 14 ans).
Après avoir contourné avec succès les six bouées, la vitesse du bateau est augmentée jusqu'à atteindre 55km/h pour les femmes ou 58km/h pour les hommes. Lorsque les six bouées sont prises à la vitesse maximale, la corde est raccourcie par paliers successifs (raccourcissement souvent désigné en langue anglaise par « x off » où « x » correspondant à la longueur de corde qui a été enlevée). Les bouées se situant toujours à la même distance du chenal dans lequel passe le bateau, il devient de plus en plus difficile pour le skieur d'atteindre ces bouées. À moins de 11,25 mètres, la corde est plus courte que la distance du chenal aux bouées et le skieur se doit de compléter la distance à l'aide de son corps, en se couchant sur l'eau.
La corde de slalom respecte un code couleur permettant aux juges et au public de connaître avec précision la longueur de celle-ci :
- 18,0 m rouge
- 16,0 m orange (22 off)
- 14,25 m jaune (28 off)
- 13,0 m vert (32 off)
- 12,0 m bleu (35 off)
- 11,25 m violet (38 off)
- 10,75 m blanc (39.5 off)
- 10,25 m rose (41 off)
- 9,75 m noir (43 off)
- 9,50 m rouge (qui n'a jamais été franchi)

Le vainqueur de l'épreuve est la personne qui a réussi à contourner le plus de bouées à la corde la plus courte. Le slalom en ski nautique est l'une des disciplines les plus athlétiques.
Le record du monde masculin est détenu depuis septembre 2013 par Nate Smith, avec 2,5 bouées à 9,75 m (43 off). Le record féminin est détenu depuis juin 2012 par Regina Jaquess, avec 3,5 bouées à 10,25 m (41 off).

### Figures
Les figures consistent à accumuler durant deux parcours de 20 secondes le plus de points possible. Les points sont attribués selon un barème lié à la difficulté de la figure réalisée. Le figuriste utilise un ski plus large et plus court que les skis de slalom ayant la particularité de ne pas avoir de dérive. Les figures sont réalisées en « main-en-main », c'est-à-dire avec le palonnier dans les mains ou en « corde au pied » où le skieur met son pied dans le palonnier.
Cette discipline technique et spectaculaire a été longtemps dominée par le Français Patrice Martin. Le record du monde de figures est aujourd'hui détenu par le Biélorusse Aliaksei Zharnasek avec 12570 (réalisé en 2011) points et par l'Américaine Anna Gay chez les femmes avec 10700 points (réalisé en 2018).
La première femme à avoir franchi les 10000 points est Clémentine Lucine, le 11 juillet 2010 sur le plan d'eau de Recetto en Italie.

### Saut
Le saut est une discipline consistant à exécuter le saut le plus long possible à l'aide d'un tremplin. Le sauteur réalise son saut sur deux longs skis, généralement autour de 110-120 % de sa taille, munis de dérives longues d'une vingtaine de centimètres mais peu profondes pour pouvoir supporter le poids du skieur sur le tremplin et ne pas le déséquilibrer. Le skieur est tiré à l’arrière d’un bateau à une vitesse préalablement fixée et limitée à 57 km/h pour les hommes et 54 km/h pour les femmes. Le tremplin, d'une longueur de 6,80 m, est élevé selon la volonté du sauteur à 1,35 m (voir plus bas pour les plus jeunes), 1,50 m, 1,65 m, 1,75 ou 1,80 m.
Afin de sauter le plus loin possible, le skieur va prendre de la vitesse en effectuant des coupes (trajectoires diagonales à l'axe du bateau), qui seront accompagnées par un contre du bateau. Les meilleurs mondiaux arrivent avec souvent plus de 110 km/h sur le tremplin. À cause de la distance que parcourent les sauteurs professionnels, le bateau doit monter à 60 km/h au niveau du tremplin, sinon il risque de déséquilibrer et de faire tomber le skieur qui pourrait se blesser gravement en raison de la vitesse. En effet, la puissance du skieur lors de ces coupes peut ralentir la vitesse de traction de près de 5 km/h pour les skieurs de haut niveau. C'est pour cette raison que les bateaux sont équipés d'un "switch", appareil accroché au mât du bateau et relié à la corde du skieur, afin que lorsque le skieur prend une accélération, le bateau accélère en fonction de sa traction. Adoptant en l'air une position comparable à celle des sauteurs à ski, le skieur va effectuer son saut et ne pas lâcher le palonnier pour que le saut soit homologué. En compétition, les skieurs ont le droit à trois sauts par manche. Le record du monde masculin est actuellement détenu par le Canadien Ryan Dodd avec 77,4 mètres (256 ft) réalisé en 2017 et par l'Australienne Jacinta Carroll avec 60,3 mètres (198 ft) réalisé en 2016.

### Combiné
Chaque résultat de chaque discipline est converti en un nombre de points allant de zéro à mille. Le combiné consiste en la somme des trois scores des trois disciplines, donnant un nombre entre zéro et trois-mille points. Seul un skieur pratiquant les trois disciplines (appelé "3D" dans le jargon des skieurs) peut prétendre à avoir des points de combiné. Il est alors appelé combiniste. Le record du monde du combiné est détenu par le Tchèque Adam Sedlmajer avec 2812,7 points (4 bouées à 10,25m; 10640 points et 65,7 mètres) et par la Biélorusse Natallia Berdnikava (record en cours d'homologation).

## Sports connexes

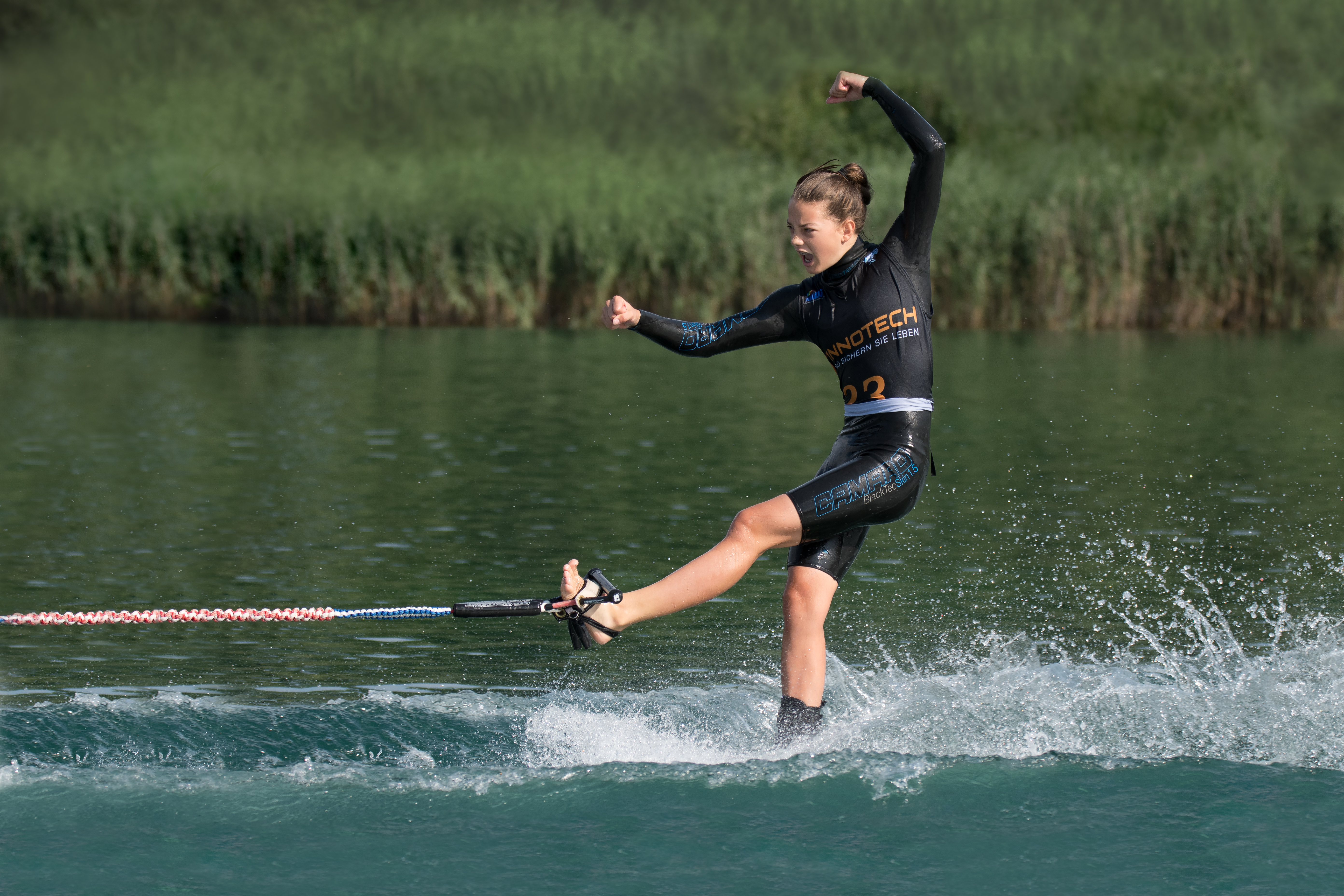
Ski nautique acrobatique, en Autriche. Juillet 2017.

- Le kneeboard, qui se pratique à genoux sur une planche
- Le wakeboard, qui se pratique les deux pieds fixés sur une planche, à l'instar du snowboard
- Le barefoot, qui se pratique pieds nus
- L'hydrofoil
- Le wakeskating, qui est une fusion du skateboard et du wakeboard
- Le wakesurfing, forme particulière de surf qui utilise la vague formée par le bateau comme une vague perpétuelle